# 無敵のドラゴン
『無敵のドラゴン』（むてきの-、原題：九龍不敗、英題：The Invincible Dragon）は、2019年の香港映画。

## キャスト
- ガウ・ロン：マックス・チャン
- シンクレア：アンデウソン・シウバ
- チョウ警視：ケビン・チェン
- ウォン・モンケイ：アニー・リウ
- マフィアのボス：ラム・シュー
- ：ステフィー・タン
- ：ロレッタ・リー

## スタッフ
- 監督：フルーツ・チャン
- 脚本：フルーツ・チャン、ジェイソン・ラム
- 製作総指揮：レイモンド・ウォン
- 製作：フルーツ・チャン、エイミー・チン、ジョン・チン
- アクション監督：トン・ワイ、ジャック・ウォン
- 撮影：チェン・チュウキョン
- 音楽：タイ・ワイ
- 美術：イン・ワー・チャン
- 編集：チン・サップファット